# Agnès Barthélémy
Agnès Barthélémy est une physicienne française experte en nanostructure. Elle est professeur à l'université Paris-Sud, membre honoraire de l'Institut universitaire de France depuis 2013.

## Biographie
Agnès Barthélémy soutient sa thèse à l'Université Paris-Sud sous la direction de Albert Fert en 1991. Elle obtient alors un poste de maîtresse de conférences à l’Université Paris-Sud et est recrutée au sein du Laboratoire de Physique du Solide. Elle rejoint ensuite Albert Fert à l'Unité mixte de physique CNRS/Thales. Elle est nommée membre de l'Institut universitaire de France en 2013.
Après sa participation aux travaux ayant conduit à la découverte de la magnétorésistance géante elle a contribué au développement de la spintronique, notamment par ses résultats sur les phénomènes de magnétorésistance à effet tunnel aujourd’hui exploités en électronique embarquée.
Elle est à l'origine d'un travail pionnier sur les oxydes fonctionnels (oxytronique).
Elle est nommée membre de l'académie des sciences en décembre 2022.

## Prix
- 2008 : Prix Louis-Ancel de la Société française de physique[6]
- 2010 : Médaille d'argent du CNRS[7]
- 2017 : Prix Lazare-Carnot de l'Académie des sciences[8]
- 2022 : Europhysics Prize de la Société européenne de physique[9]